# Marie de la Paz de Borbón
Marie de la Paz de Borbón (María de la Paz Juana Amelia Adalberta Francisca de Paula Juana Bautista Isabel Francisca de Asís; 23. června 1862, Madrid – 4. prosince 1946, Mnichov) byla španělská infantka a dcera královny Isabely II. Provdala se za svého bratrance Ludvíka Ferdinanda Bavorského a zbytek života trávila v Německu časem s rodinou, charitativní činností a psaním poezie. Napsala také paměti s názvem Through Four Revolutions: 1862–1933 (Přes čtyři revoluce: 1862–1933).

## Raná léta
Infantka Paz se narodila 23. června 1862 v královském paláci v Madridu jako třetí dcera královny Isabely II. a jejího manžela Františka Cádizského. Královně Isabele II. bylo šestnáct let, když byla nucena se provdat za svého bratrance Františka, vévodu z Cádizu. Isabela, která pohrdala svým zbožným manželem, našla průchod své vášnivé povahy u řady milenců. Vztah mezi Františkem Cádizským a jeho údajnými dětmi byl chladný a formální. U Isabely II., zaujaté svou bouřlivou vládou a soukromým životem, se střídala období velké lásky k dětem a odměřeným přístupem k nim.
Podle historiků byl skutečným otcem infantky Paz diplomat a politik Miguel Tenorio de Castilla (1818–1916), který byl několik let tajemníkem královny Isabely II.
Infantka Paz také pravděpodobně tušila, že je Tenorio de Castilla jejím otcem. V roce 1890 se Tenorio de Castilla ve vysokém věku usadil v jižním křídle paláce Nymphenburg, který byl Pazinou rezidencí. Žil tam dvacet šest let až do své smrti 11. prosince 1916. Svým univerzálním dědicem určil infantku Paz.
Malá infantka Paz byla pokřtěna arcibiskupem z Toleda jako María de la Paz Juana Amelia Adalberta Francisca de Paula Juana Bautista Isabel Francisca de Asís. Její kmotrou byla její teta z otcovy strany Amálie Cádizská. V prvních letech vyrůstala Paz spolu se svými sestrami Pilar a Eulalií v křídle královského paláce v Madridu. Formální atmosféra španělského dvora umožňovala malým infantkám jen omezený styk s rodiči.

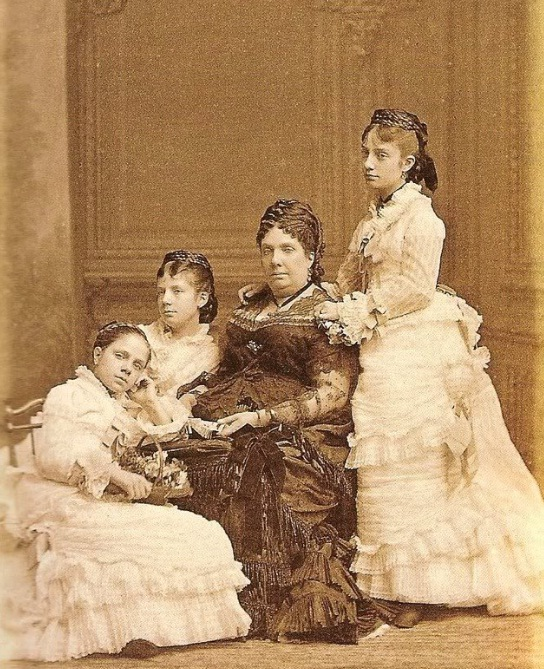
Královna Isabela II. se třemi nejmladšími dcerami Eulalií, Paz a Pilar.

V roce 1868 byla šestiletá Paz s rodinou nucena opustit kvůli revoluci, v níž matka přišla o trůn, Španělsko. Královská rodina byla tou dobou v San Sebastiánu, 30. září 1868 přešla hranice a odešla do francouzského exilu. Isabela II. se usadila s dětmi v Paříži, zatímco král František žil odděleně v Épinay-sur-Seine. Paz byla spolu se sestrami Pilar a Eulálií vzdělávána v Sacré-Coeur, katolické škole řízené jeptiškami. Své první svaté přijímání obdržela od papeže Pia IX. v Římě.
V roce 1874 byl španělský trůn navrácen nikoli Isabele II., ale jejímu synovi, Pazinu bratrovi Alfonsovi XII. O tři roky později se Paz se sestrami Pilar a Eulálií vrátila do Španělska. Nejdříve žila s matkou v El Escorialu, později se však přestěhovala do Alcázaru v Seville. Když se Isabela II. vrátila natrvalo do Paříže, odstěhovala se Paz se sestrami k bratrovi do královského paláce v Madridu. Vzdělání a péče o tři mladé infantky byla svěřena nejstarší ze sester, infantce Isabele. Paz si byla blízká především se sestrou Pilar, která byla jen o rok starší než ona. V roce 1879 Pilar, která měla křehké zdraví, vmalém městě Eskoriatza nečekaně zemřela. Sedmnáctiletou Paz sestřina smrt hluboce zasáhla.
Z pěti dětí královny Isabely, které přežily dětství, se matce Paz nejvíce podobala. Paz byla malá a prostá, s malým vztyčeným nosem a uličnickým pohledem v malých očích. Na rozdíl od sester Isabely a Eulálie neměla Paz silnou osobnost. Byla nekomplikovaná, přátelská a vstřícná. Byla také romantická a umělecká, velmi ráda psala básně a byla také zručná malířka. Jako dítě studovala španělskou historii a vždy se o toto téma zajímala. V pozdějších letech napsala články vydané ve španělských novinách ABC. Bavila ji také hudba; hrála na harfu a těšila se z písní Paola Tostiho, stejně jako z oper Giuseppe Verdiho a Charlese Gounoda. Byla také oddanou katoličkou.

## Sňatek

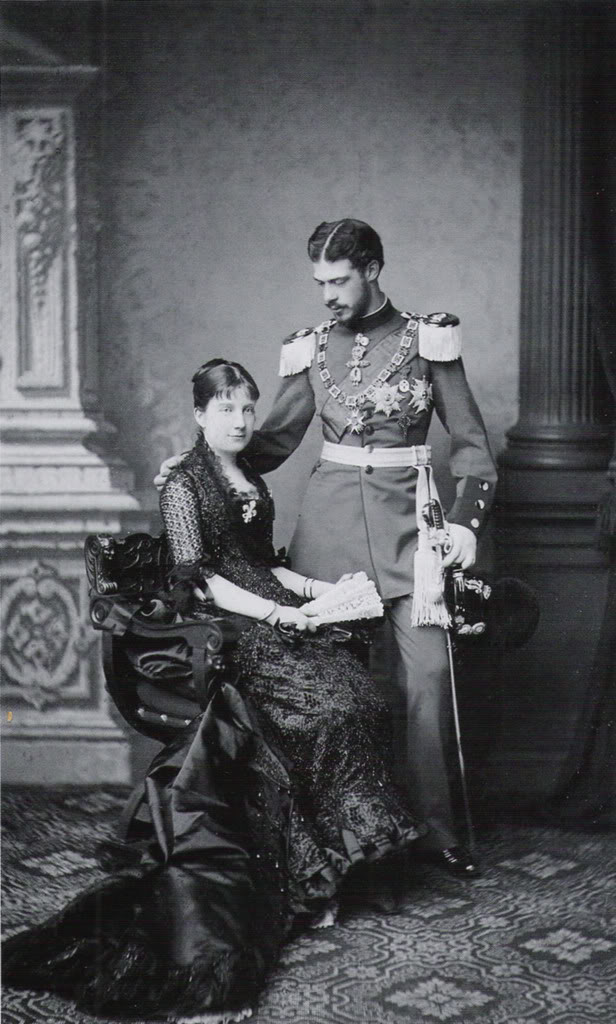
Infantka Paz a princ Ludvík Ferdinand Bavorský, 1883

Na jaře 1880 byl naplánován sňatek infantky Paz s jejím bratrancem Ludvíkem Ferdinandem Bavorským. Jeho matka Amálie Cádizská byla sestra Pazina otce Františka a také sestřenice Isabely II. Infantka Amálie si přála sňatek svého syna se svou kmotřenkou, infantkou Paz, a tak napsala svému bratrovi a švagrové, kteří souhlasili.
Alfons XII., který se svým bratrancem Ludvíkem Ferdinandem krátce studoval v Mnichově, jej pozval do Madridu, aby se seznámil s Paz. 5. června 1880 si Paz zapsala do deníku: „Teta Amálie Bavorská (vdova po princi Adalbertovi) je se svými syny Ludvíkem a Alfonsem a nejstarší dcerou Isabelou v Paříži. Ludvík se se mnou chce setkat, protože se mu líbil můj portrét. Můj bratr se všechny pozval do Madridu. Oba bratři dorazí na podzim. Slyšela jsem o Ludvíkovi mnoho dobrých věcí. Říkají, že je vážný a zdvořilý. Pravděpodobně věří, že vypadám jako na portrétu. Odevzdávám se do rukou Božích...“
Když se Paz s Ludvíkem Ferdinandem nakonec na podzim 1880 setkala, zjistila, že je neatraktivní a že se za něj nechce provdat. Paz navrhované manželství odmítla, ale Ludvík Ferdinand se svého záměru nevzdal. V lednu 1883 se vrátil do Španělska a požádal o Pazinu ruku. Požádal ji při procházce v zahradách La casa de campo 22. ledna 1883 a Paz souhlasila. Sňatek se uskutečnil 2. dubna 1883 v kapli královského paláce v Madridu. Paz si ponechala svá práva na španělský trůn a obdržela roční rentu ve výši 150.000 peset. Bylo jí dvacet let a Ludvík Ferdinand byl o tři roky starší. Mezi jejími dary byl bavorský sunburstský diadém, který zůstal v knížecí rodině až do roku 2013, kdy byl vydražen v aukci.

## Stěhování do Bavorska
Při cestě do Mnichova se manželé zastavili v Paříži u krále Františka, který žil v ústraní v Épinay. V Bavorsku se pár usadil v paláci Nymphenburg mimo Mnichov. Princ Ludvík Ferdinand nebyl pouze bratrancem krále Ludvíka II., ale byl navíc jeho oblíbencem, a tak byl pověřen některými královskými finančními záležitostmi. Když se Paz v Mnichově setkala s králem Ludvíkem II. Bavorským, konverzovali spolu ve Francouzštině a dostalo se jí od něj vřelého přivítání. Pazin blízký vztah s bavorským králem brzy tragicky skončil. V roce 1886 byl Ludvík II. sesazen a za záhadných okolností zemřel. Po něm nastoupil jeho bratr Ota, který však nikdy skutečně nevládl, protože byl v roce 1875 prohlášen za šíleného. Otův strýc Luitpold Bavorský vládl jako princ regent. Už ve Španělsku se Paz setkala se dvěma Luitpoldovými syny Arnulfem a Leopoldem. Druhý z nich se oženil s arcivévodkyní Giselou, dcerou císaře Františka Josefa I.; Paz a Gisela se staly dobrými přítelkyněmi. Stejně jako se všemi členy bavorské královské rodiny byla Paz spřízněna také s Luitpoldovým nejstarším synem Ludvíkem, který se stal v roce 1913 bavorským králem jako Ludvík III. Jeho manželka Marie Tereza Rakouská-Este byla nevlastní sestrou španělské královny Marie Kristýny, druhé manželky Pazina bratra. Paz měla přátele také mezi členy vévodské větve bavorského rodu Wittelsbachů.

## Potomci
Manželství infantky Paz a prince Ludvíka Ferdinanda bylo dlouhé a šťastné. Měli spolu tři děti. Nejstarší z nich, princ Ferdinand, následoval tradici bavorsko-španělských sňatků a většinu života žil ve Španělsku. Paziny nejmladší děti zdědily její umělecké a literární zájmy. Syn Adalbert byl spisovatel a historik, dcera Pilar byla malířkou a napsala knihu o vládě svého bratrance Alfonse XIII. Od doby, kdy se její nejstarší syn usadil ve Španělsku, jezdila Paz často do své rodn země, aby navštívila svá vnoučata. Paz tedy měla s Ludvíkem Ferdinandem tři děti:
- Ferdinand Maria Bavorský (10. května 1884 – 5. dubna 1958), bavorský princ a španělský infant, v roce 1914 se vzdal práv na trůn v Bavorském království, ⚭ 1906 Marie Tereza Španělská (12. listopadu 1882 – 23. září 1912)
- Adalbert Bavorský (3. června 1886 – 29. prosince 1970), bavorský princ, ⚭ 1919 hraběnka Augusta von Seefried auf Buttenheim (20. června 1899 – 21. ledna 1978)
- Pilar (13. března 1891 – 29. ledna 1987), bavorská princezna, malířka, svobodná a bezdětná

## Život v Bavorsku

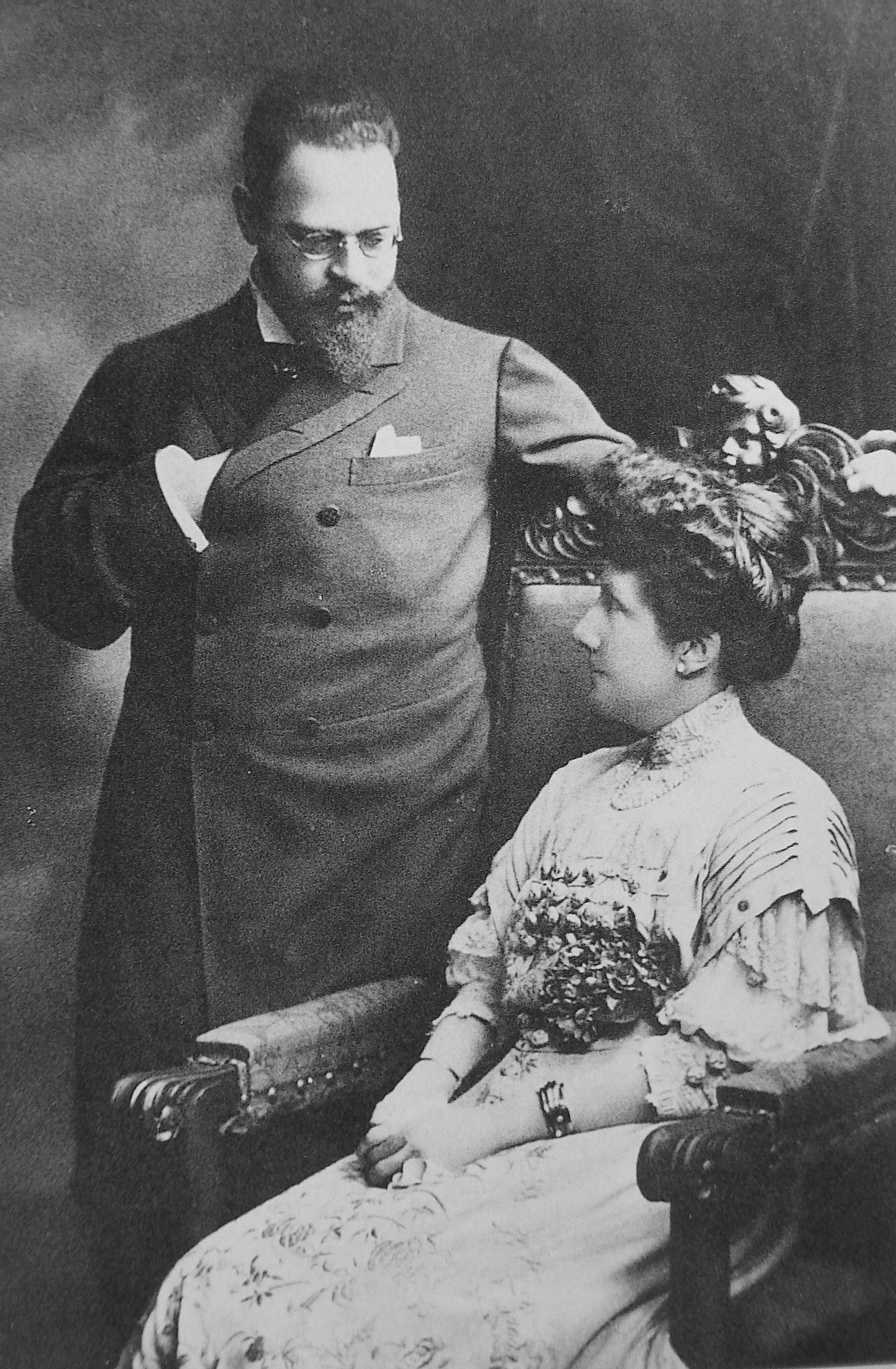
Princ Ludvík Ferdinand Bavorský s manželkou Paz

Pazin manžel Ludvík Ferdinand byl velký milovník hudby a hrál na housle v mnichovském královském orchestru. Kromě vojenské kariéry na nejvyšších pozicích praktikoval medicínu, kterou studoval na mnichovské univerzitě. Vyhýbal se palácovým intrikám, kvůli nimž neměl rád život u dvora; pár preferoval klidný život ve společnosti dětí v paláci Nymphenburg. Obklopovali se španělskými umělci, kteří navštívili Bavorsko, mezi nimi byl skladatel Tomás Bretón, houslista Pablo de Sarasate a malíři Eduardo Rosales a José Moreno Carbonero.
V Mnichově věnovala Paz hodně času charitativní činnosti. Rozšířila azyl pro chudé děti v Neuhausen-Nymphenburgu zvaný Marien-Ludwig-Ferdinand. V roce 1913 založila v Mnichově školu v areálu nymphenburského paláce, která měla ubytovat 38 studentů z různých španělských provincií. Tato instituce byla rozpuštěna v roce 1918 v době německé revoluce 1918-1919, která ukončila bavorskou monarchii. Infanta měla také na starosti výstavu umění, která se konala každý rok v mnichovském Glaspalastu, až do jeho zničení ohněm v roce 1931. Kromě výše uvedených španělských kulturních osobností navštívili její dům spisovatelé a umělci jako Richard Strauss, Franz von Lenbach, Paul Heyse a řada dalších.
Z Bavorska sledovala infantka Paz život své španělské rodiny prostřednictvím dopisů od sestry Isabely. Pazin jediný bratr Alfons XII. zemřel v roce 1886 ve věku 27 let. Paz udržovala vřelý vztah se svou švagrovou, královnou Marií Kristýnou, která se stala regentkou Španělska. Později se Paz také těšila velké náklonnosti svého synovce, krále Alfonse XIII. Paziny vazby k rodné zemi byly posíleny sňatkem nejstaršího syna Ferdinanda s jeho sestřenicí, infantkou Marií Terezou. V roce 1905 Paz navštívil její synovec Alfons XIII. během své cesty po Evropě za cílem najít si manželku. Následující rok odjela Paz s rodinou do Španělska reprezentovat Bavorsko na svatbu krále Alfonse XIII. s Viktorií z Battenbergu. Jako svatební dar darovala Paz Viktorii korunu vyrobenou ze zlata nalezeného v řece Darro, která patřila Isabele II.
V roce 1914 podnikla Paz cestu autem do Salamancy, Leónu, Ovieda, Covadongy a Kantábrie. Doprovázeli ji marký de la Vega de Anzo, sestra Isabela a dcera Pilar. Po vypuknutí první světové války zůstala v Nymphenburgu. Její syn Adalbert, který byl náčelníkem dělostřelectva, se připojil k německým silám. Paz často navštěvovala její sestra Eulalie.

## Poslední léta
Po první světové válce a pádu monarchie bylo Paz a její rodině dovoleno zůstat v paláci Nymphenburg. Rodinné jmění bylo drasticky sníženo, ale Paz měla stále příjem jako členka španělské královské rodiny. Španělsko navštěvovala jen ojediněle. Při pobytu v Madridu obývala s manželem královský palác. Paz také vlastnila nemovitost ve městě Cuenca, kterou zdědila po babičce Marii Kristýně, a dům vévodů z Riánsares v Tarancónu, kde trávila dlouhé pobyty užíváním suchých polí v La Mancha. Nedaleko koupila venkovskou usedlost zvanou Saelices, kterou její manžel proměnil v model zemědělského farmaření. Usedlost později zakoupil toreador Luis Miguel Dominguín. V říjnu 1928 Paz odešla do malého města Santillana del Mar, které předtím navštívila v roce 1881, a městská rada jí dala dům, aby tam trávila léta.
Paz, jejíž jméno znamená ve španělštině „mír“, ctila své jméno dodržováním pacifismu. Zúčastnila se pacifistických kongresů v roce 1921 v Paříži, 1923 ve Freiburg im Breisgau, 1924 v Londýně, 1926 v Lucembursku a 1926 ve francouzském Bierville.
Po svržení jejího synovce Alfonse XIII. v roce 1931 ztratila Paz svůj španělský příjem. Její život v Německu se stal omezenějším příchodem Adolfa Hitlera k moci v roce 1933. Na rozdíl od hlavní větve bavorského rodu Wittelsbachů nebyli členové albertinské větve – k níž patřila Pazina rodina – přímo proti nacistickému režimu. Pazin syn Adalbert a jeho synové Konstatin a Alexandr sloužili během druhé světové války v armádě, dokud nebyli vytlačeni, když se Hitler obrátil proti německým princům. Důstojníci gestapa kontrolovali Pazin dům; její dopisy se španělskými korespondenty byly otevřeny a přečteny dříve, než byly zaslány.
V roce 1945 vstoupily americké jednotky do Mnichova. Vojáci vyplenili Pazin dům a vzali si s sebou šperky, které Paz zdědila po své matce a ukázalo se, že jsou falešné.
V roce 1946 upadla Paz na schodech a o několik hodin později, 4. prosince, zemřela. Pohřbena byla v královské hrobce v kostele sv. Michala v Mnichově. Manžel ji přežil o tři roky.

## Autorství
Infantka Paz napsala několik knih:
- Cuatro revoluciones e intermedios: Setenta años de mi vida. Paměti infantky Paz. Espasa-Calpe, Madrid, 1935. V angličtině vydáno jako Through Four Revolutions: 1862–1933.
- Aus meine Leben: Erinnereungen von Prinzessin Ludwig Ferdinand von Bayern (Mnichov, Georg Muller, 1917)
- De mi vida. Impresiones (Madrid, 1909), De mi vida. Impresiones (Salamanca, 1911)
- Buscando las huellas de Don Quijote (Freiburg, 1905)
- Emmanuela Theresa von Orden St. Clara, tochter des Kurfürsten Max Emanuel von Bayern 1696–1750 (Mnichov, 1902, vydáno ve francouzštině a němčině)
- Poesías (Freiburg,1904), Roma eterna (Munich, 1922)

Paz také překládala historické knihy napsané jejím synem Adalbertem z němčiny do španělštiny.

## Znaky

Znaky Marie de la Paz de Borbón
Znak infantky Paz jako princezny bavorské
Znak infantky Paz jako infantky španělské

## Vývod z předků
|                           |                                   |  |                      |                                     |  |  |  |  |  |  |  | Karel III. Španělský |
|                           |                                   |  |                      |                                     |  |  |  |  |  |  |  |                      |
|                           | Karel IV. Španělský               |  |                      |                                     |  |  |  |  |  |  |  |                      |
|                           |                                   |  |                      |                                     |  |  |  |  |  |  |  |                      |
|                           |                                   |  |                      | Marie Amálie Saská                  |  |  |  |  |  |  |  |                      |
|                           |                                   |  |                      |                                     |  |  |  |  |  |  |  |                      |
|                           | František de Paula Španělský      |  |                      |                                     |  |  |  |  |  |  |  |                      |
|                           |                                   |  |                      |                                     |  |  |  |  |  |  |  |                      |
|                           |                                   |  |                      | Filip Parmský                       |  |  |  |  |  |  |  |                      |
|                           |                                   |  |                      |                                     |  |  |  |  |  |  |  |                      |
|                           | Marie Luisa Parmská               |  |                      |                                     |  |  |  |  |  |  |  |                      |
|                           |                                   |  |                      |                                     |  |  |  |  |  |  |  |                      |
|                           |                                   |  |                      | Luisa Alžběta Francouzská           |  |  |  |  |  |  |  |                      |
|                           |                                   |  |                      |                                     |  |  |  |  |  |  |  |                      |
|                           | František Cádizský                |  |                      |                                     |  |  |  |  |  |  |  |                      |
|                           |                                   |  |                      |                                     |  |  |  |  |  |  |  |                      |
|                           |                                   |  |                      | Ferdinand I. Neapolsko-Sicilský     |  |  |  |  |  |  |  |                      |
|                           |                                   |  |                      |                                     |  |  |  |  |  |  |  |                      |
|                           | František I. Neapolsko-Sicilský   |  |                      |                                     |  |  |  |  |  |  |  |                      |
|                           |                                   |  |                      |                                     |  |  |  |  |  |  |  |                      |
|                           |                                   |  |                      | Marie Karolína Habsbursko-Lotrinská |  |  |  |  |  |  |  |                      |
|                           |                                   |  |                      |                                     |  |  |  |  |  |  |  |                      |
|                           | Luisa Šarlota Neapolsko-Sicilská  |  |                      |                                     |  |  |  |  |  |  |  |                      |
|                           |                                   |  |                      |                                     |  |  |  |  |  |  |  |                      |
|                           |                                   |  |                      | Karel IV. Španělský                 |  |  |  |  |  |  |  |                      |
|                           |                                   |  |                      |                                     |  |  |  |  |  |  |  |                      |
|                           | Marie Isabela Španělská           |  |                      |                                     |  |  |  |  |  |  |  |                      |
|                           |                                   |  |                      |                                     |  |  |  |  |  |  |  |                      |
|                           |                                   |  |                      | Marie Luisa Parmská                 |  |  |  |  |  |  |  |                      |
|                           |                                   |  |                      |                                     |  |  |  |  |  |  |  |                      |
| Marie de la Paz de Borbón |                                   |  |                      |                                     |  |  |  |  |  |  |  |                      |
|                           |                                   |  |                      |                                     |  |  |  |  |  |  |  |                      |
|                           |                                   |  | Karel III. Španělský |                                     |  |  |  |  |  |  |  |                      |
|                           |                                   |  |                      |                                     |  |  |  |  |  |  |  |                      |
|                           | Karel IV. Španělský               |  |                      |                                     |  |  |  |  |  |  |  |                      |
|                           |                                   |  |                      |                                     |  |  |  |  |  |  |  |                      |
|                           |                                   |  |                      | Marie Amálie Saská                  |  |  |  |  |  |  |  |                      |
|                           |                                   |  |                      |                                     |  |  |  |  |  |  |  |                      |
|                           | Ferdinand VII.                    |  |                      |                                     |  |  |  |  |  |  |  |                      |
|                           |                                   |  |                      |                                     |  |  |  |  |  |  |  |                      |
|                           |                                   |  |                      | Filip Parmský                       |  |  |  |  |  |  |  |                      |
|                           |                                   |  |                      |                                     |  |  |  |  |  |  |  |                      |
|                           | Marie Luisa Parmská               |  |                      |                                     |  |  |  |  |  |  |  |                      |
|                           |                                   |  |                      |                                     |  |  |  |  |  |  |  |                      |
|                           |                                   |  |                      | Luisa Alžběta Francouzská           |  |  |  |  |  |  |  |                      |
|                           |                                   |  |                      |                                     |  |  |  |  |  |  |  |                      |
|                           | Isabela II. Španělská             |  |                      |                                     |  |  |  |  |  |  |  |                      |
|                           |                                   |  |                      |                                     |  |  |  |  |  |  |  |                      |
|                           |                                   |  |                      | Ferdinand I. Neapolsko-Sicilský     |  |  |  |  |  |  |  |                      |
|                           |                                   |  |                      |                                     |  |  |  |  |  |  |  |                      |
|                           | František I. Neapolsko-Sicilský   |  |                      |                                     |  |  |  |  |  |  |  |                      |
|                           |                                   |  |                      |                                     |  |  |  |  |  |  |  |                      |
|                           |                                   |  |                      | Marie Karolína Habsbursko-Lotrinská |  |  |  |  |  |  |  |                      |
|                           |                                   |  |                      |                                     |  |  |  |  |  |  |  |                      |
|                           | Marie Kristýna Neapolsko-Sicilská |  |                      |                                     |  |  |  |  |  |  |  |                      |
|                           |                                   |  |                      |                                     |  |  |  |  |  |  |  |                      |
|                           |                                   |  |                      | Karel IV. Španělský                 |  |  |  |  |  |  |  |                      |
|                           |                                   |  |                      |                                     |  |  |  |  |  |  |  |                      |
|                           | Marie Isabela Španělská           |  |                      |                                     |  |  |  |  |  |  |  |                      |
|                           |                                   |  |                      |                                     |  |  |  |  |  |  |  |                      |
|                           |                                   |  |                      | Marie Luisa Parmská                 |  |  |  |  |  |  |  |                      |
|                           |                                   |  |                      |                                     |  |  |  |  |  |  |  |                      |